# Agente 3S3 - Passaporto per l'inferno
Agente 3S3 - Passaporto per l'inferno è un film del 1965 diretto da Sergio Sollima che si firma usando lo pseudonimo "Simon Sterling". Questa pellicola, realizzata in coproduzione internazionale tra Italia, Francia e Spagna, porta per la prima volta sullo schermo la figura dell'agente segreto 3S3 interpretato dall'attore Giorgio Ardisson. Il film rientra nel filone del fantaspionaggio, molto in voga in quegli anni nel mondo del cinema dopo il successo del film Agente 007 - Licenza di uccidere.
Nel 1966 seguirà un altro film con protagonista l'Agente S3S, intitolato Agente 3S3 - Massacro al sole.

## Trama
Walter Ross è l'agente segreto americano 3S3, sigla che indica un agente segreto numero 3 della terza divisione speciale. Essendo stato addestrato per diventare una scrupolosa e inesauribile macchina da combattimento, viene inviato in missione allo scopo di sgominare una temibile organizzazione criminale denominata Black Scorpion. Tale organizzazione agisce a livello globale per interferire negli interessi economici, politici e militari delle nazioni più sviluppate. Per portare a termine il suo pericoloso incarico l'agente 3S3 si troverà costretto, suo malgrado, ad attraversare diversi continenti venendo a contatto, più volte, con ambienti pericolosi e ostili.

## Produzione

### Regia
Dopo la prima esperienza fatta dirigendo un segmento del film a episodi L'amore difficile, con questa pellicola, Sergio Sollima celebra l'esordio come regista in un film completamente diretto da lui. Negli anni raggiungerà la fama grazie a lavori come La resa dei conti e Sandokan.

### Cast
Tra gli attori è da segnalare l'esordio del protagonista Giorgio Ardisson nel ruolo di un agente segreto e la presenza di alcuni celebri caratteristi come il gigante peruviano Dakar, lo spagnolo Fernando Sancho e l'italiano Sal Borgese.

## Colonna sonora
La colonna sonora è stata curata da Piero Umiliani e la canzone principale del film intitolata "Let Me Free" è stata interpretata da Edith Peters.

## Promozione

### Slogan
"3S3 è la sigla dell'agente speciale designato dal servizio segreto americano e russo per la prima volta impegnati insieme nella missione più difficile e straordinaria mai affrontata dal controspionaggio mondiale." Questa è la frase utilizzata per la promozione del film all'epoca della sua programmazione nelle sale italiane.

### Manifesti
Le grafiche utilizzate per realizzare i manifesti e le locandine del film, all'epoca della sua diffusione nelle sale cinematografiche italiane, sono state realizzate dall'illustratore Mos.

## Distribuzione
La pellicola è stata distribuita nelle sale italiane a cavallo tra il mese di maggio e di giugno del 1965.

### Data di uscita
Alcune date di uscita internazionali nel corso degli anni sono state:
- 25 maggio 1965 in Italia[20]
- 24 settembre 1965 in Germania Ovest (Agent 3S3 kennt kein Erbarmen)[21]
- 30 marzo 1966 in Francia (Agent 3S3, passeport pour l'enfer)[22]
- 22 gennaio 1968 in Spagna (Agente S3S: pasaporte para el infierno)[20]

## Accoglienza

### Incassi
Il film è stato un buon successo commerciale classificandosi al 35º posto tra i primi 100 di maggior incasso della stagione cinematografica italiana 1964-1965.

### Critica
In un articolo dell'epoca, apparso sul quotidiano La Stampa, la pellicola viene liquidata come una scolorita e poco riuscita imitazione del più celebre agente segreto inglese 007. Secondo il giornale la causa di tutto questo è da attribuire all'inesperienza congiunta del regista e del protagonista nell'affrontare ruoli e vicende ancora troppo poco note al cinema nostrano.